# Section du Faubourg-du-Nord
La section du Faubourg-du-Nord était, sous la Révolution française, une section révolutionnaire parisienne.

## Représentants
Elle était représentée à la Commune de Paris par :
- Jean Guillaume Barelle, né en 1753, maçon demeurant Au Pied de Biche 17, rue du Faubourg-Saint-Denis ;
- Jean-Louis Gibert, né à Luzancy-sur-Marne en 1751 ou 1753, pâtissier demeurant 25, rue du Faubourg-Saint-Denis. Il est guillotiné le  11 thermidor an II (29 juillet 1794) ;
- André Marcel, né à Rosny (Seine-et-Oise) en 1741 ou 1742, maçon demeurant 171, rue du Faubourg-Saint-Martin. Il est guillotiné le 11 thermidor an II (acte officiel : exécution le  27 thermidor an II (14 août 1794), pour avoir scellé l'armoire de Louis XVI aux Tuileries ; sources familiales).

## Historique
Cette section a d’abord été appelée « section du Faubourg Saint-Denis » et prit le nom de « section du Faubourg-du-Nord » en janvier 1793.

## Limites
La rue du Faubourg-Saint-Denis, à droite, du boulevard à la barrière ; les murs de la barrière Saint-Denis à la barrière Saint-Martin : la rue du Faubourg Saint-Martin à droite, de la barrière au boulevard : le boulevard à droite, de la porte Saint-Martin à la porte Saint-Denis.

## Intérieur
La foire Saint-Laurent, les rues Saint-Laurent, Saint-Jean, Neuve-d'Orléans, etc., et généralement tous les rues, culs-de-sac, places, etc., enclavés dans cette limite.

## Local
La section du Faubourg-Saint-Denis se réunissait dans l’église Saint-Laurent, située au niveau du n° 68 de l'actuel boulevard Magenta.

## Population
11 630 habitants, dont 3 220 ouvriers et 1 940 économiquement faibles. La section comprenait 1 300 citoyens actifs.

## Évolution
Après le regroupement par quatre des sections révolutionnaires par la loi du 19 vendémiaire an IV (11 octobre 1795) qui porte création de 12 arrondissements, la présente section est maintenue comme subdivision administrative, puis devient, par arrêté préfectoral du 10 mai 1811, le quartier Faubourg-Saint-Denis (5e arrondissement de Paris).

## 9 Thermidor an II
Lors de la chute de Robespierre, la section du Faubourg-du-Nord soutint la Convention nationale le 9 thermidor an II, sauf deux de ses représentants qui optèrent pour la Commune de Paris, Jean-Louis Gibert et André Marcel, guillotinés le 11 thermidor an II.